# Portolan Angela Freducciego
Portolan Angela Freducciego – pierwszy z dwóch znanych na świecie portolanów (atlasów żeglarskich) Angela Freducciego, znajdujący się w zbiorach Biblioteki Narodowej w Warszawie.
Angelo Freducci był XVI-wiecznym kartografiem z Ankony. Jego składana harmonijkowo mapa przechowywana w Bibliotece Narodowej powstała w 1554. Wyróżnia się szczegółowym przedstawieniem wybrzeża oraz ukazaniem dość dużych obszarów lądu z zaznaczonymi rzekami, miastami i charakterystycznymi budowlami. Atlas składa się z pięciu map na pergaminie, ukazujących zachodnie wybrzeża Europy, Morze Śródziemne, Morze Czarne, Morze Czerwone, południowe wybrzeże Półwyspu Arabskiego, Zatokę Perską, Morze Kaspijskie. Jego wymiary to 35,5x23,5 cm
Pierwotnie zabytek znajdował się w zbiorach Biblioteki Ordynacji Zamojskiej. Po II wojnie światowej wszedł do zasobów Biblioteki Narodowej. Od 2024 portolan prezentowany jest na wystawie stałej w Pałacu Rzeczypospolitej.

## Zobacz także
- Portolan Antonia Milla